# Kloster La Crête
Das Kloster La Crête (La Chreste, Crista alba) ist eine ehemalige Zisterzienserabtei in der Gemeinde Bourdons-sur-Rognon im Département Haute-Marne, Region Grand Est, in Frankreich, im Tal des Rognon, rund 30 km nordöstlich von Chaumont.

## Geschichte

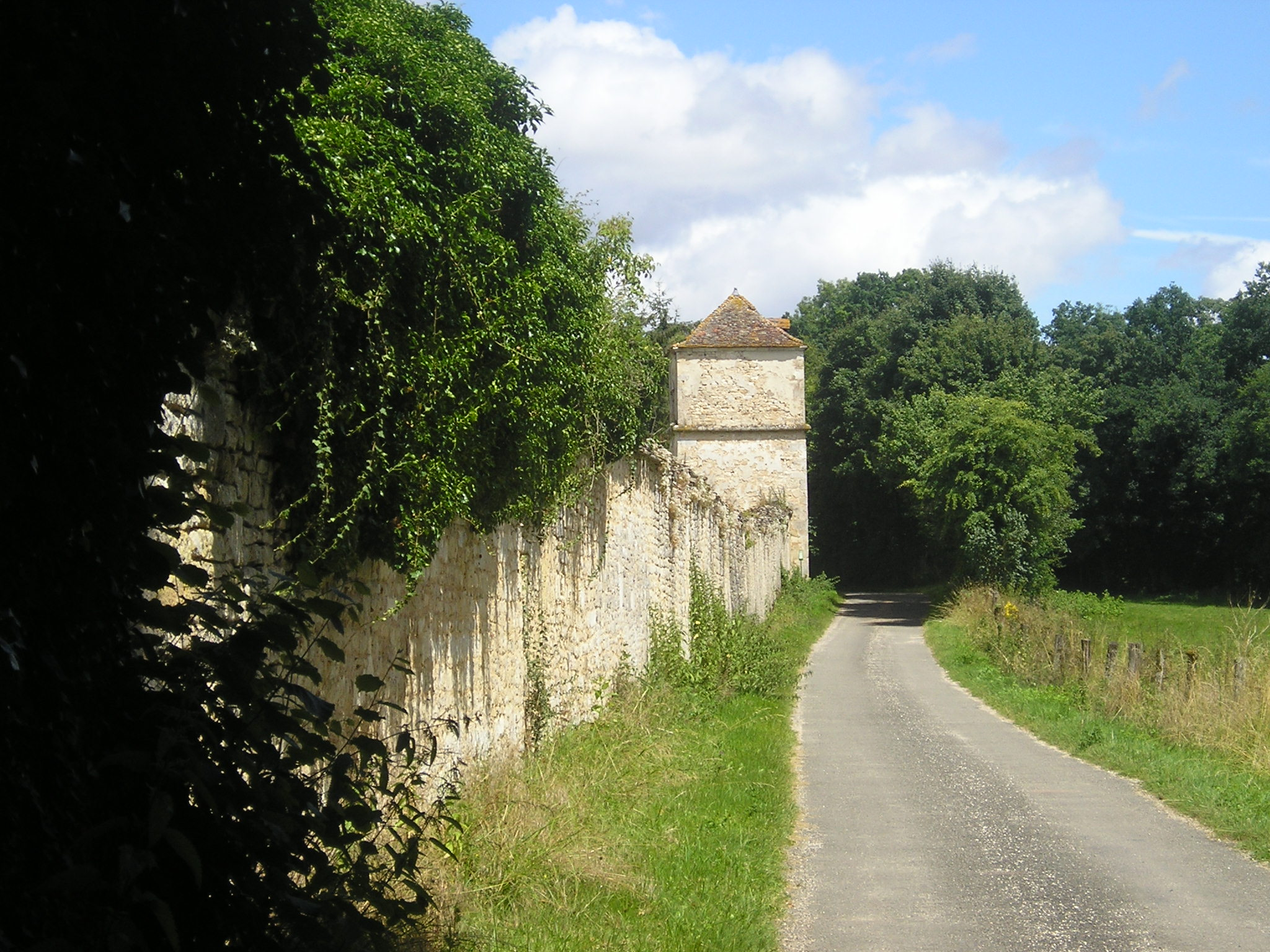
Klostermauer und Taubenhaus

Das Kloster wurde 1121 von Simon II., dem Herrn von Clefmont, im Grenzgebiet zwischen Frankreich und dem Heiligen Römischen Reich gestiftet und von der Primarabtei Morimond besiedelt, deren zweite Tochtergründung es war. Zuvor war ein erster Gründungsversuch um 1118 im nahegelegenen La Vielle-Crête gescheitert. Gründungsabt war Baudoin. Die Kirche dürfte bis 1150 errichtet worden sein. Das Kloster errichtete rund einen Kilometer entfernt eine Schmiede, außerdem weitere Schmieden in Wassy und les Mathons. Gemeinsam mit den Grafen der Champagne wurden die Dörfer Chantraines, Bourdons und Puits-des-Mèzes gegründet. Vom 16. Jahrhundert an litt das in Kommende gefallene Kloster unter der Pest und den Religionskriegen. Während der Französischen Revolution wurde es 1791 aufgelöst, Kirche und Klausur wurden abgebrochen. Das Kloster wurde in einen landwirtschaftlichen Betrieb umgewandelt.

## Bauten und Anlage

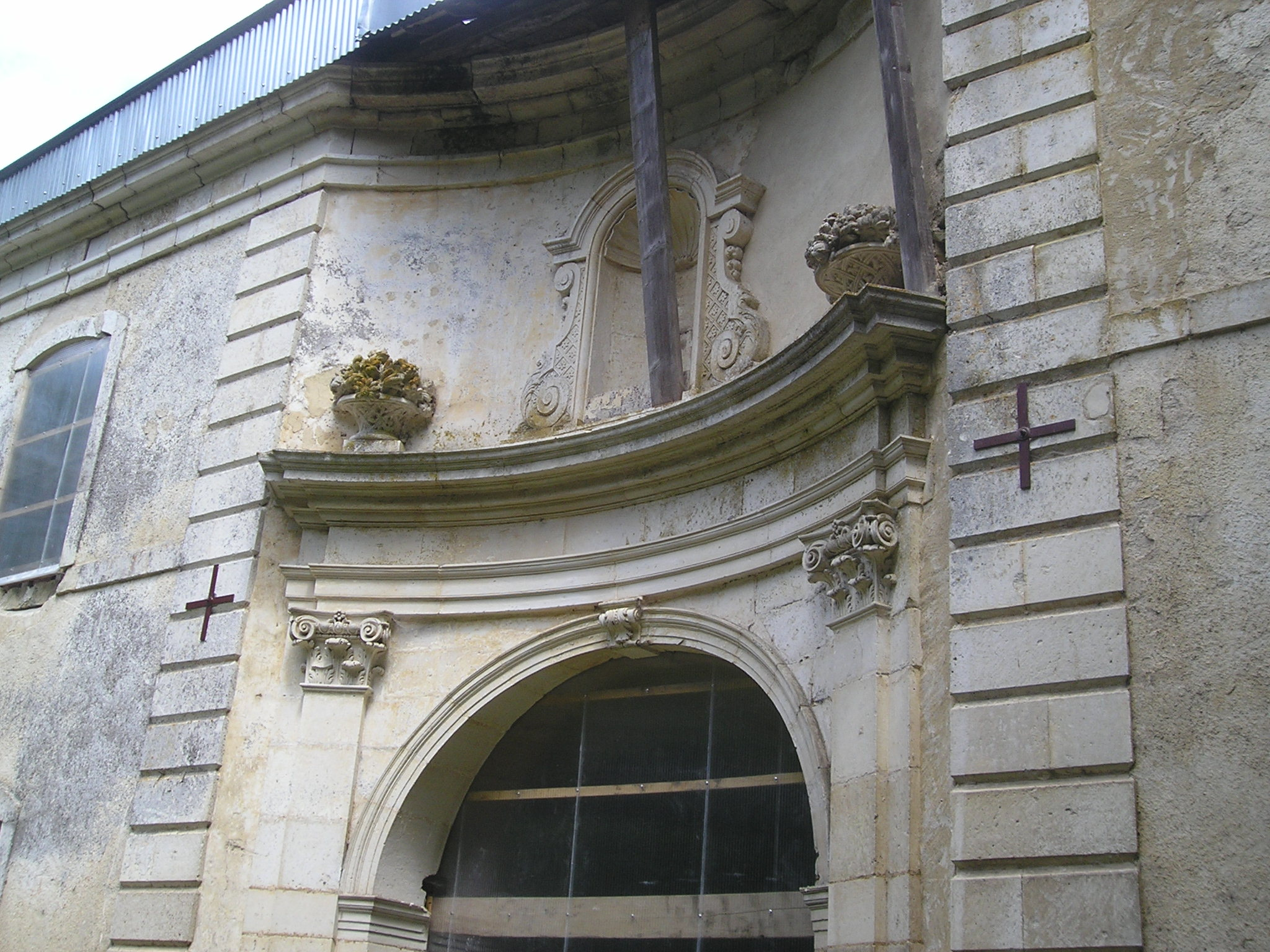
Das Torhaus

Die weitgehend abgegangene mittelalterliche Anlage ist aus einem Plan aus dem Jahr 1705 bekannt. Erhalten ist der Kapitelsaal mit monolithischen Säulen und einem Kreuzgratgewölbe. Aus dem Jahr 1715 ist das Torhaus (Monument historique) mit korinthischen Pilastern erhalten. Die Kirche St-Louvent in Andelot bewahrt zwei Marmoraltäre aus dem 18. Jahrhundert.